# Mesypochrysa criptovenata
Mesypochrysa criptovenata là một loài côn trùng trong họ Chrysopidae thuộc bộ Neuroptera. Loài này được Martins-Neto & Vulcano miêu tả năm 1989.